# Deficiência de vanádio
Deficiência de vanádio é uma deficiência nutricional rara em humanos, pois entre 0,5 a 2 mg ao dia já pode ser suficientes para humanos adulto e algumas de suas fontes, como arroz, feijão, óleos e ovo, são populares no mundo inteiro. É armazenado em lipídios. Apenas recentemente foi considerado como um mineral essencial, mas desde 1932 já se sabe de seu benefício no tratamento de diabetes e neurastenia.

## Funções do vanádio
Pesquisas indicam diversos benefícios do vanádio (pelo menos em outros animais):
- Metabolismo de catecolaminas e redução de colesterol de óleos polinsaturados, prevenindo aterosclerose;
- Metabolismo de cálcio e crescimento ósseo;
- Fertilidade;
- Regulação da glicose no sangue;
- Produção de glóbulos vermelhos (em ratos);
- Produção de hormônios da tireoide (em ratos);
- Produção de coenzima A para metabolismo da gordura.

## Sinais e sintomas
Deficiência de vanádio está associada com a vulnerabilidade às seguintes doenças:
- Doenças cardiovasculares;
- Insuficiência renal;
- Mortalidade Infantil;
- Diabetes mellitus;
- Colesterol LDL elevado;
- Obesidade;
- Hipoglicemia;
- Hipertireoidismo[5]
- Infertilidade.

## Tratamento
Não é comum estar em suplementos vitamínicos, pois é encontrado em alimentos populares no mundo todo como arroz, feijão, ovo, soja e diversos óleos.
Fontes de vanádio
- Óleo de soja;
- Óleo de girassol;
- Óleo de milho;
- Azeite;
- Trigo sarraceno;
- Salsa;
- Aveia;
- Arroz;
- Feijão verde;
- Cenoura;
- Couve;
- Endro (erva aromática);
- Ovo;
- Rabanete.